# Nurhan Atasoy

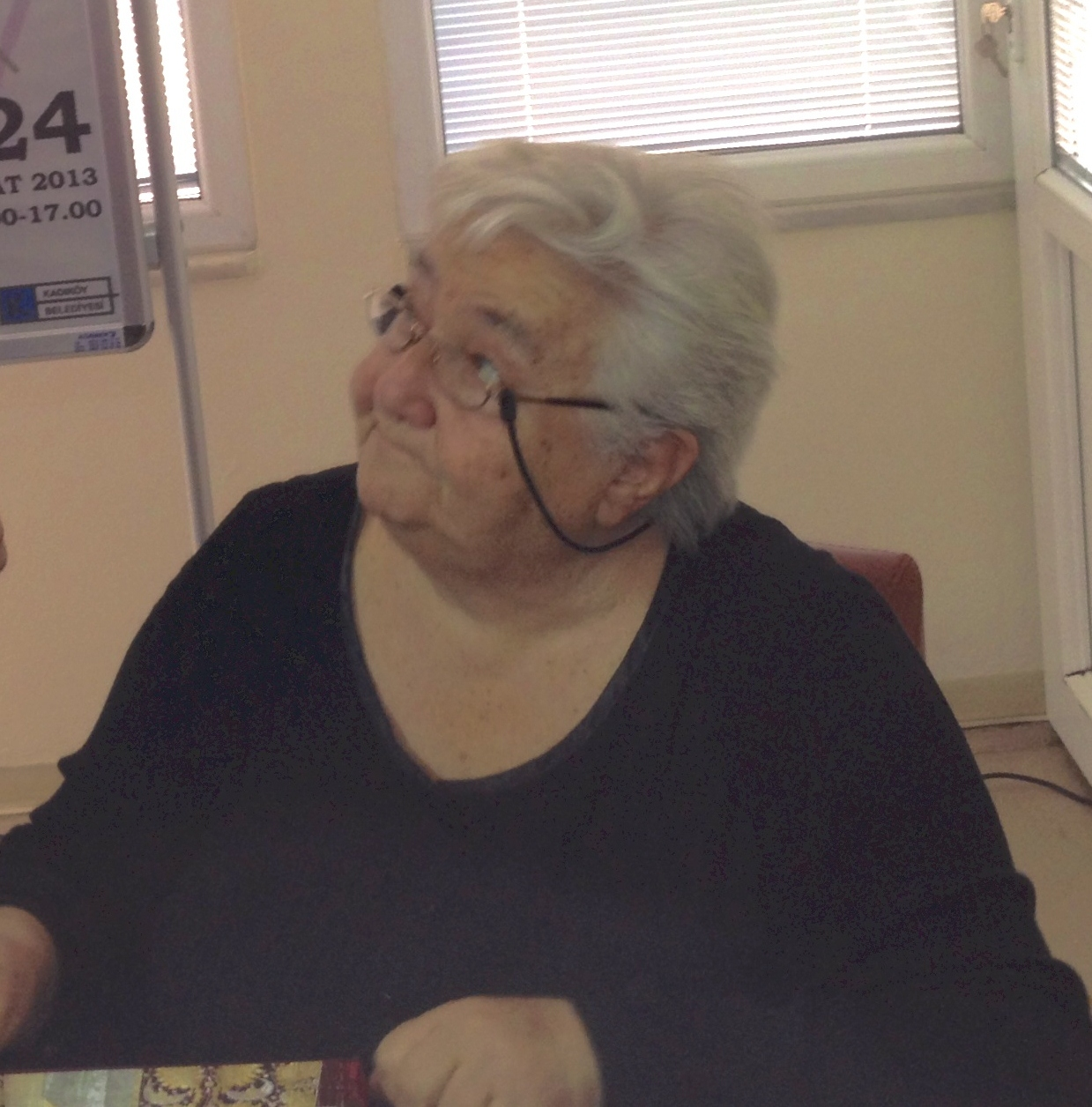
Nurhan Atasoy im Februar 2013

Nurhan Atasoy (* 12. Februar 1934 in Reşadiye bei Tokat) ist eine türkische Kunsthistorikerin mit einem Fokus auf türkisch-islamische Kunst.

## Leben
Nurhan Atasoy studierte an der Universität Istanbul bei dem Kunsthistoriker Oktay Aslanapa und wurde dort auch 1964 promoviert. Bis 1999 arbeitete sie dort als Professorin für islamische Kunstgeschichte. Sie schrieb einige Standardwerke zur Kleidung osmanischer Sultane und zu türkischen Fliesen (İznik-Keramik und Kütahya-Keramik).
Bis 2015 nahm sie mit Murat Bardakçı und Erhan Afyoncu als Expertin für osmanische Kunst an der Geschichtssendung Tarihin Arka Odası teil.
Seit 1994 ist sie korrespondierendes Mitglied des Deutschen Archäologischen Instituts.

## Veröffentlichungen (Auswahl)
- mit Walter B. Denny, Louise W. Mackie: Ipek: The Crescent and the Rose. Azimuth Editions 2002, ISBN 1-898592-19-5.
- A Garden for the Sultan – Gardens and Flowers in the Ottoman Culture. 2004.
- Portraits and Caftans of the Ottoman Sultans. Assouline Publishing, 2013, ISBN 978-1-61428-105-4.
- mit Julian Raby: Iznik: The Pottery of Ottoman Turkey. Thames & Hudson, London 1994, ISBN 0-500-97374-1.